# Halictus concinnus
Halictus concinnus är en biart som beskrevs av Gaspard Auguste Brullé 1840. Halictus concinnus ingår i släktet bandbin, och familjen vägbin. Inga underarter finns listade i Catalogue of Life.

## Bildgalleri

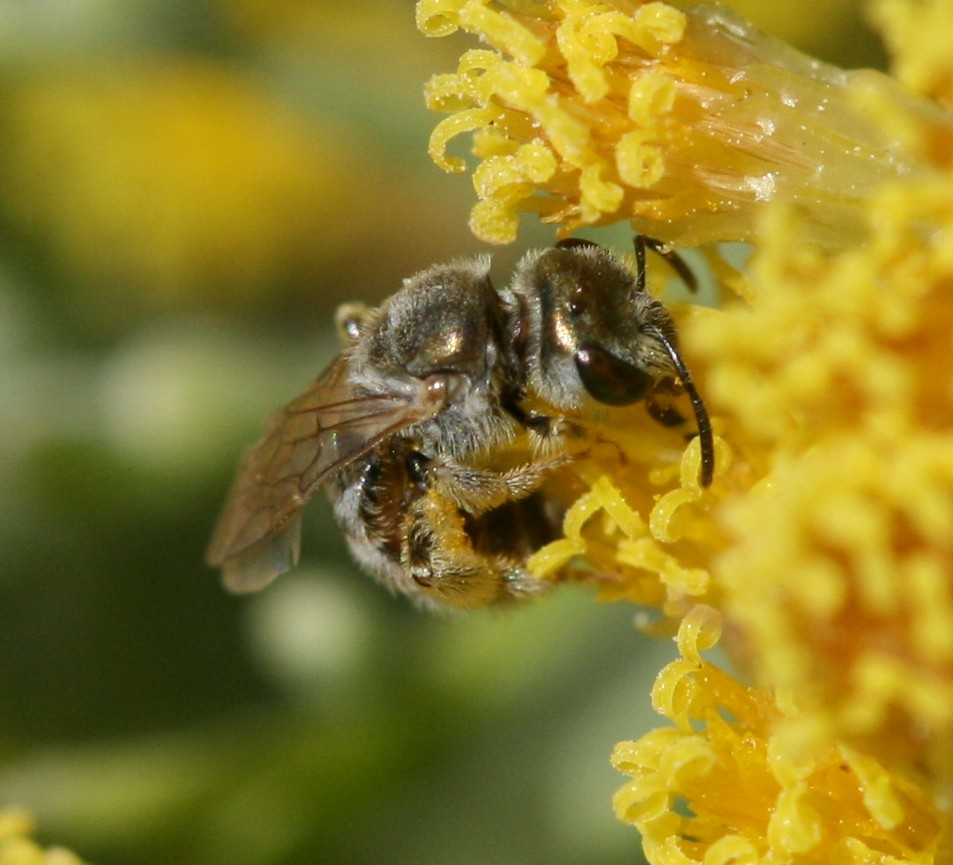
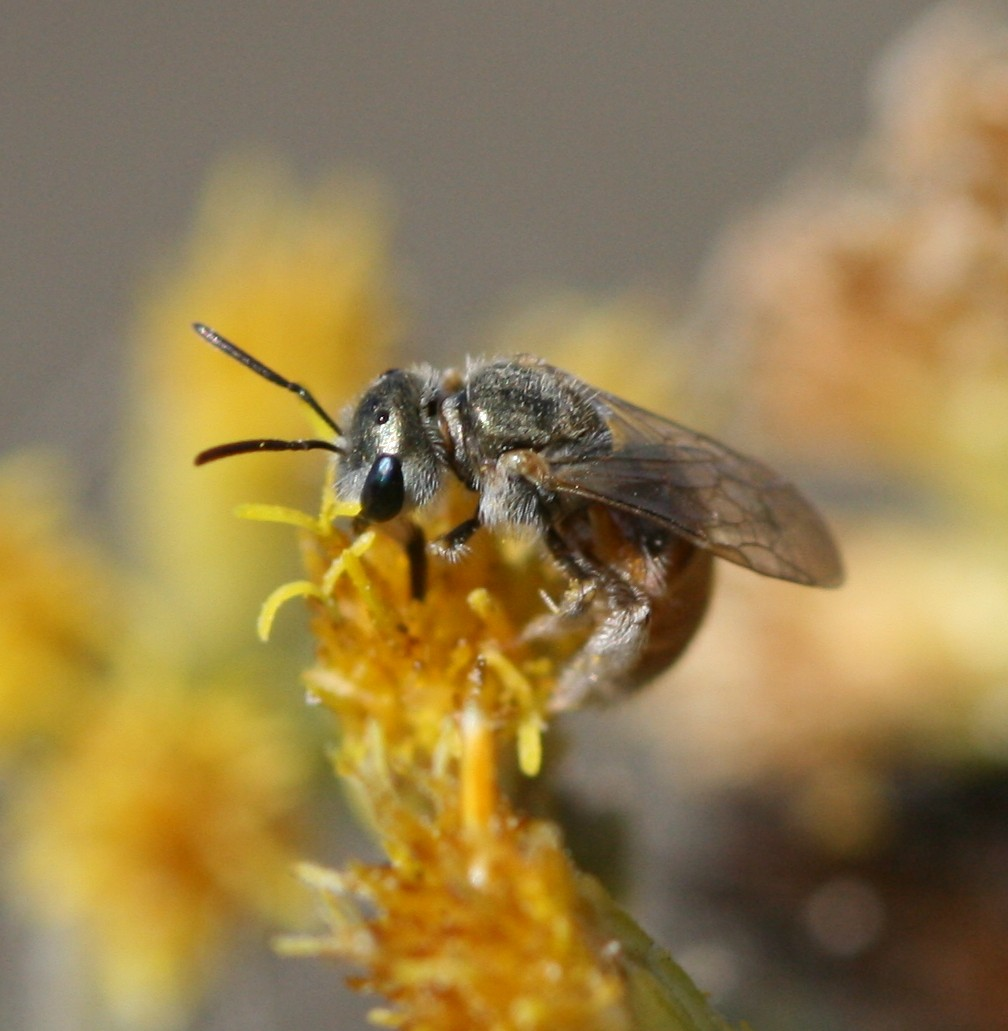